# Unfinished Music No.1: Two Virgins
Unfinished Music No.1: Two Virgins – eksperymentalny album muzyczny nagrany w 1968 roku przez Johna Lennona i Yoko Ono, wydany przez wytwórnię Apple Records. Jest to pierwsze solowe wydawnictwo muzyczne Lennona, który w tym czasie pozostawał ciągle członkiem słynnej grupy muzycznej The Beatles. Poza nietypową formą muzyczną, album szokuje okładką, która przedstawia Johna i Yoko bez ubrań.
Nagrania zawierają głównie zapętlone odgłosy, odtwarzane podczas gdy Lennon gra na różnych instrumentach, np. pianinie, organach czy perkusji, oraz wykorzystuje różne efekty muzyczne (echo, delay, zniekształcenia). Poza tym, słychać jak John zmienia taśmy i rozmawia z Yoko, która podczas nagrań improwizuje wokalnie.
Materiał muzyczny został nagrany w domu Lennona - Kenwood, a zdjęcia na okładki wykonano w mieszkaniu Ringo Starra przy Montagu Square 34 w Londynie. Kontrowersyjna oprawa graficzna spowodowała, że płytę sprzedawano z brązowymi obwolutami, aby ocenzurować nagość artystów, w New Jersey, natomiast skonfiskowano trzydzieści tysięcy egzemplarzy albumu.
Płyta nigdy nie została notowana na brytyjskich listach przebojów (w Wielkiej Brytanii sprzedano tylko 5000 krążków), ale w USA wspięła się na 124. pozycję. Album został wydany ponownie w 1997 roku w formie płyty CD przez wytwórni Rykodisc. Do nowej edycji dodano bonusowy utwór - "Remember Love".

## Lista utworów
Wszystkie utwory autorstwa Johna Lennona i Yoko Ono.
1. "Two Virgins Side One": – 14:14
  - "Two Virgins No. 1"
  - "Together"
  - "Two Virgins No. 2"
  - "Two Virgins No. 3"
  - "Two Virgins No. 4"
  - "Two Virgins No. 5"
2. "Two Virgins Side Two": – 15:13
  - "Two Virgins No. 6"
  - "Hushabye Hushabye"
  - "Two Virgins No. 7"
  - "Two Virgins No. 8"
  - "Two Virgins No. 9"
  - "Two Virgins No. 10"